# Nowosawidowski
Nowosawidowski (russisch Новозави́довский) ist eine Siedlung städtischen Typs in der Oblast Twer in Russland mit 7479 Einwohnern (Stand 14. Oktober 2010).

## Geographie
Der Ort liegt knapp 50 km Luftlinie südöstlich des Oblastverwaltungszentrums Twer, knapp 10 km entfernt von der Grenze zur Oblast Moskau und unweit des rechten Ufers des rechten Wolga-Nebenflusses Schoscha, dort im Staubereich des Iwankowoer Stausees und bis zu mehreren Kilometern breit.
Nowosawidowski gehört zum Rajon Konakowski und befindet sich etwa 25 km südwestlich von dessen Verwaltungszentrum Konakowo. Die Siedlung ist Sitz der Stadtgemeinde (gorodskoje posselenije) Possjolok Nowosawidowski, zu der weiterhin die drei Dörfer Lasurnaja (3,5 km nordnordöstlich der Ortsmitte), Seliwerstowo (2 km westlich) und Teschilowo (2 km nördlich; die Dörfer bilden faktisch mit der Nowosawidowski ein zusammenhängendes Siedlungsgebiet) sowie die Siedlung Mirny (2 km nordöstlich) gehören.

## Geschichte
Die Siedlung entstand im Zusammenhang mit dem Bau der Bahnstrecke Sankt Petersburg–Moskau (Nikolaibahn) in den 1840er-Jahren, als dort eine Station für das etwa sieben Kilometer südöstlich gelegene, seit 1560 bekannte Dorf Sawidowo errichtet wurde. Nach der Inbetriebnahme der Strecke 1851 ließ der Fabrikant Popow dort 1856 eine Weberei errichten, wodurch die Stationssiedlung schnell wuchs.
1926 erhielt der Ort den Status einer Siedlung städtischen Typs unter seinem heutigen Namen, übersetzt etwa „Neu-Sawidowo(-Siedlung)“. Von 1929 bis 14. November 1960 war Nowosawidowski Verwaltungssitz des dann im Konakowski rajon aufgegangenen Sawidowski rajon.
Im Zweiten Weltkrieg war der Ort vom 17. November bis 15. Dezember 1941 von der deutschen Wehrmacht besetzt.

### Bevölkerungsentwicklung
| Jahr | Einwohner |
| ---- | --------- |
| 1939 | 6431      |
| 1959 | 7340      |
| 1970 | 7732      |
| 1979 | 8362      |
| 1989 | 8950      |
| 2002 | 7893      |
| 2010 | 7479      |

Anmerkung: Volkszählungsdaten

## Verkehr

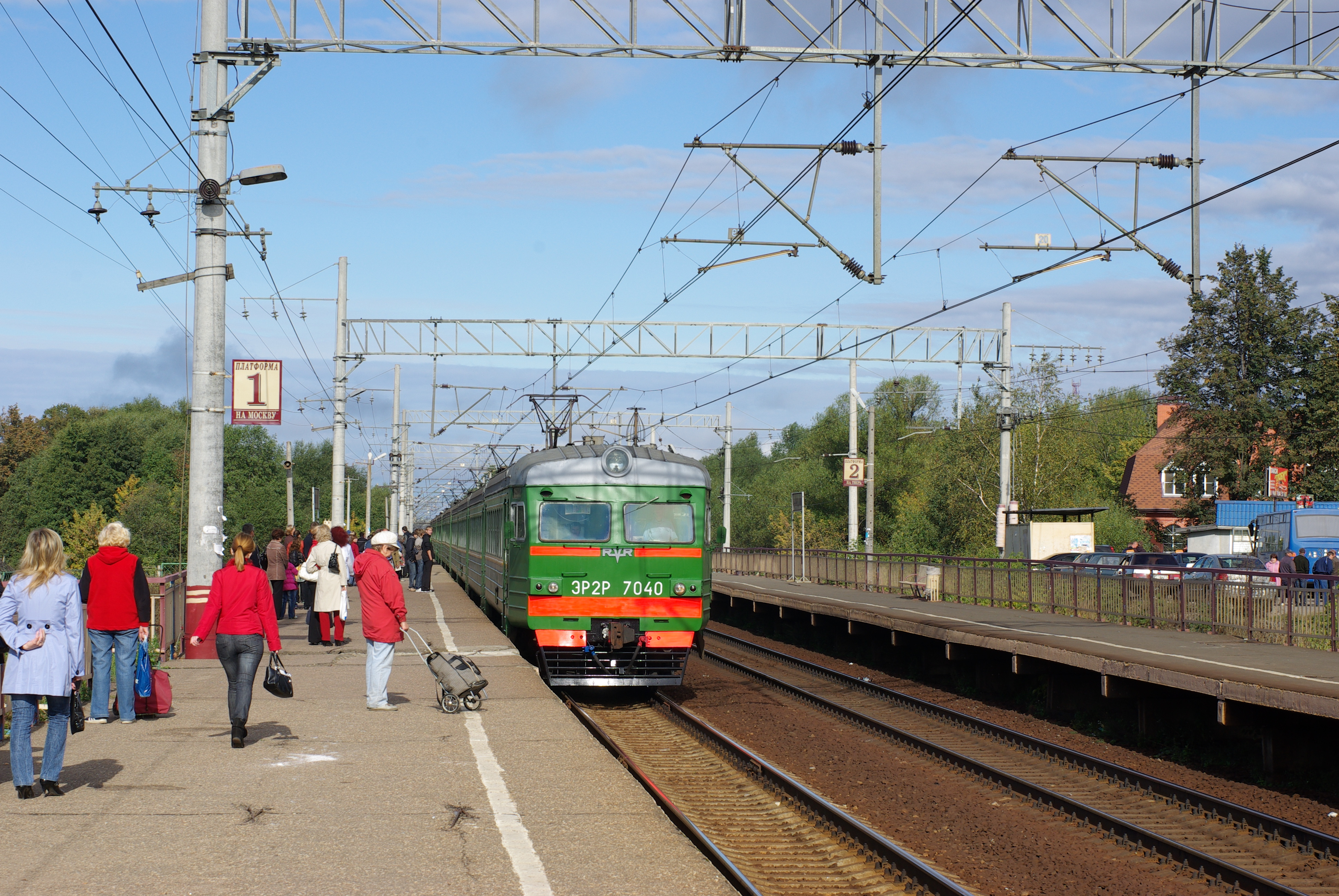
Haltepunkt Sawidowo

Im Nowosawidowski befindet sich der Haltepunkt Sawidowo bei Kilometer 531 der Bahnstrecke Sankt Petersburg – Moskau.
Knapp fünf Kilometer östlich der Siedlung führt die föderale Fernstraße M10 Rossija vorbei, die ebenfalls Moskau und Sankt Petersburg verbindet. Etwa 1,5 km näher zum Ort verläuft parallel die Trasse der auf diesem Abschnitt im Bau befindlichen (Stand September 2018) föderalen Fernstraße M11, der neuen Autobahn zwischen den beiden größten russischen Städten. Von der M10 ausgehend führt am nördlichen Ortsrand eine Lokalstraße in Richtung der gut 10 km südwestlich von Nowosawidowski gelegenen Siedlung städtischen Typs Koslowo vorbei.

## Söhne und Töchter des Orts
- Tatjana Okunewskaja (1914–2002), Schauspielerin